# Nikola Jokić
Nikola Jokić (* 19. února 1995 Sombor) je srbský profesionální basketbalista hrající na pozici pivota v týmu Denver Nuggets v Národní basketbalové asociaci (NBA). Je vysoký 211 cm a váží 129 kg, má přezdívku The Joker.
Je odchovancem klubu KK Vojvodina Srbijagas. V Denveru působí od roku 2015. Pětkrát se stal členem All-Star NBA, pětkrát byl jmenován do All-NBA týmu (z toho třikrát do prvního týmu) a získal cenu pro nejužitečnějšího hráče NBA za sezóny 2020-21, 2021-22 a 2023-24. Nejužitečnějším hráčem se stal jako první basketbalista v historii, který nebyl draftován v prvním kole. Dosáhl triple double (dvojciferné skóre ve třech statistikách, tj. body, doskoky a asistence) ve 130 zápasech, je tak na čtvrtém místě historické tabulky soutěže a nejlepším Evropanem. Jako první v historii zaznamenal v jedné sezóně 2000 bodů, 1000 doskoků a 500 asistencí. Je také rekordmanem ligy v hodnocení efektivity (PER) za sezónu. Ve své hře kombinuje střelecké schopnosti pivotmana s tvořivostí typickou pro rozehrávače. V roce 2022 uzavřel s Nuggets rekordní smlouvu, která mu má vynést 264 000 000 dolarů za pět let. Je vítězem NBA z roku 2023, kdy byl vyhlášen nejužitečnějším hráčem finálové série proti Miami Heat.
Také hraje za srbskou reprezentaci. S ní získal na olympijských hrách v Rio de Janeiru roku 2016 stříbrnou medaili. Na mistrovství světa v basketbalu mužů 2019 obsadil páté místo. Zúčastnil se také mistrovství Evropy v basketbalu mužů 2022, kde Srbsko skončilo v osmifinále. Třikrát byl zvolen srbským basketbalistou roku (2018, 2021 a 2022).